# Iwan Bojkow (generał major)
Iwan Pawłowicz Bojkow (ros. Иван Павлович Бойков, ur. 1902, zm. w lipcu 1987 w Moskwie) – funkcjonariusz radzieckich organów bezpieczeństwa, generał major.

## Życiorys
W 1916 skończył szkołę w Piotrogrodzie, od października 1919 do listopada 1920 sekretarz powiatowego komitetu Komsomołu w Syzraniu, od listopada 1920 do grudnia 1922 kierownik wydziału gubernialnego komitetu Komsomołu w Symbirsku, w listopadzie-grudniu 1922 sekretarz powiatowego komitetu Komsomołu w Korsuniu. Od kwietnia 1920 w RKP(b)/WKP(b), od grudnia 1922 do kwietnia 1923 politruk oddziału konwojowego, od kwietnia 1923 do lutego 1924 politruk dywizjonu GPU w Saratowie, później w wojskach pogranicznych OGPU, od września 1925 do marca 1927 elew Wyższej Szkoły Pogranicznej OGPU, następnie instruktor polityczny OGPU w Białoruskim Okręgu Wojskowym, od sierpnia 1929 do lutego 1932 studiował w Akademii Wojskowo-Politycznej im. Lenina w Leningradzie. Od lutego 1932 do 31 sierpnia 1937 inspektor Wydziału Politycznego Głównego Zarządu Wojsk Pogranicznych/Głównego Zarządu Ochrony Pogranicznej i Wewnętrznej OGPU/NKWD ZSRR, od 1935 komisarz pułkowy, od 31 sierpnia 1937 do 10 lutego 1939 szef Oddziału Politycznego Wydziału 1 Głównego Zarządu Bezpieczeństwa Państwowego, 29 września 1937 awansowany na komisarza brygadowego, od 1 kwietnia 1939 do 15 listopada 1940 szef Zarządu Poprawczego Obozu Pracy i Budownictwa nr 205 NKWD we wsi Ust'Borowoje w obwodzie permskim, od 15 listopada 1940 do 30 czerwca 1941 szef Zarządu Poprawczego Obozu Pracy i Budownictwa Zakładu Aluminium w Kandałakszy, od 30 czerwca 1941 do 27 lipca 1943 szef Zarządu Poprawczego Obozu Pracy NKWD i Budownictwa Kombinatu Celulozowo-Papierniczego w Solikamsku, 18 lutego 1943 mianowany inżynierem-pułkownikiem. Od 27 lipca 1943 do lutego 1946 naczelnik Bogosławskiego Poprawczego Obozu Pracy i Budownictwa NKWD w obwodzie swierdłowskim, 14 kwietnia 1945 mianowany komisarzem bezpieczeństwa państwowego, a 9 lipca 1945 generałem majorem, od 1 marca 1946 do 28 października 1950 szef Zarządu Poprawczego Obozu Pracy i Budownictwa nr 865/nr 313 MWD w obwodzie swierdłowskim, równocześnie od 4 czerwca 1946 do 28 października 1950 naczelnik Poprawczego Obozu Pracy Budowy Specjalnej nr 100 MWD w obwodzie czelabińskim. Od 30 grudnia 1950 do 15 października 1952 zastępca szefa Wydziału Mobilizacyjnego MWD ZSRR, równocześnie od 21 lipca 1951 pełnomocnik MWD ZSRR budowy kanału Wołga-Don, od 15 października 1952 do listopada 1953 zastępca szefa Głównego Zarządu Łagrowego Przemysłu Azbestowego ds. Podstawowego Budownictwa MWD ZSRR, od listopada 1953 do kwietnia 1956 szef Zarządu Budownictwa nr 352 w Elektrostali.

## Odznaczenia
- Order Lenina (trzykrotnie - 16 maja 1945, 30 stycznia 1951 i 8 grudnia 1951)
- Order Czerwonego Sztandaru (dwukrotnie, w tym 3 listopada 1944)
- Order Czerwonego Sztandaru Pracy (24 listopada 1942)
- Order Czerwonej Gwiazdy (dwukrotnie - 17 listopada 1934 i 19 września 1952)
- Order „Znak Honoru” (28 października 1967)
- Odznaka „Honorowy Funkcjonariusz Czeki/GPU (XV)” (15 września 1937)
- Odznaka „50 Lat Członkostwa w KPZR"

I 7 medali.